# Календарная дата
Календарная дата — порядковый номер календарного дня, порядковый номер или наименование календарного месяца и порядковый номер календарного года.
Дата — запись, включающая в себя число месяца, месяц и год, иногда день недели, номер недели в году и систему летосчисления. Иногда «датой» неправильно называют только число месяца.
 день-месяц-год
 месяц-день-год
 год-месяц-день
 день-месяц-год, месяц-день-год
 день-месяц-год, год-месяц-день
 месяц-день-год, год-месяц-день
 день-месяц-год, месяц-день-год, год-месяц-день

## Форматы записи даты
| № | Формат записи даты                                                  | Пример записи даты «30 мая 2006 года» | Примечание |
| - | ------------------------------------------------------------------- | ------------------------------------- | --- |
| 1 | ГГГГ-ММ-ЧЧ                                                          | 2006-05-30                            | Соответствует ГОСТ Р 7.0.64—2018 (ISO 8601). |
| 2 | ЧЧ.ММ.ГГГГ                                                          | 30.05.2006                            | Соответствует ГОСТ Р 7.0.97—2016. |
| 3 | ММ/ЧЧ/ГГГГ                                                          | 5/30/2006                             | Применяется в США и некоторых других странах, может быть спутан со способом 2. |
| 4 | ГГГГ.ЧЧ.ММ                                                          | 2006.30.05                            | Применялся в Казахстане в документах на казахском языке. |
| 5 | {\displaystyle {\text{ГГ}}{\frac {\text{ЧЧ}}{\text{М}}}{\text{ГГ}}} | {\displaystyle 20{\frac {30}{V}}06}   | Широко применялся в СССР до 1960-х годов; сейчас встречается на надгробиях и на железнодорожной технике.                                                                                           |
| 6 | ЧЧ.M ГГГГ                                                           | 30.V 2006                             | Полный советский вариант. |
| 7 | ЧЧ/M-ГГ                                                             | 30/V-06                               | Сокращённый советский вариант. |
| 8 | год неделя                                                          | 0619 619                              | Применяется для маркировки различных изделий (электрооборудования, телефонов, микросхем, шин и т. д.). Может быть неоднозначным из-за разности определения недели на разных фирмах-производителях. |

Обозначения:
ГГГГ — 4 цифры года
ГГ — 2 цифры года
ММ — 2 цифры месяца
М — запись месяца римскими цифрами
ЧЧ — 2 цифры числа
Формат записи дат (как краткий — только цифрами, так и полный — цифрами и словами) в различных странах и регионах отличается. Для правильного прочтения даты, особенно если год указан только двумя цифрами, необходимо знать, к какому региону относится дата. Ноль в начале обозначения месяца или числа в ряде случаев опускается.

## Наиболее распространённые форматы
| Формат     | Пример записи даты «30 мая 2006 года» | Страны                                                                    |
| ---------- | ------------------------------------- | ------------------------------------------------------------------------- |
| ГГГГ.ММ.ДД | 2006.05.30                            | Венгрия                                                                   |
| ГГГГ-ММ-ДД | 2006-05-30                            | Польша, Швеция, Литва, Канада                                             |
| ГГГГ/ММ/ДД | 2006/05/30                            | Иран, Япония                                                              |
| ГГГГ-М-Д   | 2006-5-30                             | КНР                                                                       |
| ГГГГ/М/Д   | 2006/5/30                             | Гонконг, Тайвань                                                          |
| ГГГГ.ДД.ММ | 2006.30.05                            | Латвия                                                                    |
| Д.М.ГГГГ   | 30.5.2006                             | Финляндия, Чехия                                                          |
| Д-М-ГГГГ   | 30-5-2006                             | Нидерланды                                                                |
| Д/М/ГГГГ   | 30/5/2006                             | Бразилия, Греция, Таиланд                                                 |
| ДД.ММ.ГГГГ | 30.05.2006                            | Болгария, Германия, Норвегия, Румыния, Россия, Словения, Турция, Украина. |
| ДД-ММ-ГГГГ | 30-05-2006                            | Дания, Португалия                                                         |
| ДД/ММ/ГГГГ | 30/05/2006                            | Великобритания, Вьетнам, Израиль, Индонезия, Испания, Италия, Франция     |
| М/Д/ГГГГ   | 5/30/2006                             | США                                                                       |

Обозначения:
Д — день, М — месяц (без нуля впереди)
ДД, ММ — день и месяц с нулём впереди для значений от 1 до 9
ГГГГ — 4-символьное обозначение года (год пишется полностью)
На практике нередко применяется сокращённая форма записи года: ГГ — 2 последних цифры из порядкового номера года. С этим было связано ожидание сбоев в работе компьютеров при наступлении 2000 года.
Международные форматы даты/времени
- ISO 8601 — гггг-мм-ддТчч:мм:сс.ffffff. Включает дату, латинскую литеру T, время, и через точку или запятую — доли секунды. Формат также допускает неполное представление.
- UNIX-время — целое число. Количество секунд, прошедших с начала 1 января 1970 года по UTC (дата начала эры UNIX).